# Rubbiara
Rubbiara è una frazione del comune di Nonantola, in provincia di Modena.

## Geografia fisica
Rubbiara è situata a 4 km da Nonantola e a 7 km nord-est di Modena.

## Origine del nome
Il toponimo di Rubbiara può essere fatto derivare dalla presenza delle piante della robbia, erbacea spontanea dalle cui radici si estrae un pigmento usato fin dall'antichità anche per colorare la ceramica. Secondo altre interpretazioni, il toponimo sarebbe legato agli alberi di rovere presenti in zona, tanto che il nome dialettale della località è appunto Ruvrera (bosco di roveri).

## Storia
Il territorio di Rubbiara è insiediato fin dall'epoca etrusca (VI-IV secolo a.C.), come testimoniano i diversi ritrovamenti archeologici, tra cui una tomba etrusca che conteneva un corredo funebre rinvenuta nel 1890 nel podere Tarozza ed oggi esposta nel Museo estense di Modena. Dopo l'invasione dei Romani del 182 a.C. tutta la zona circostante venne suddivisa nella cosiddetta centuriazione, tuttora visibile. Lungo l'attuale via Sonata venne rinvenuto un insediamento romano risalente al I secolo a.C., e che in base ai reperti rinvenuti (fra cui cocci e monete) rimase abitato almeno fino al XVI secolo; altri reperti risalenti all'epoca romana furono trovati nei pressi della Villa di Ampèrgola.
La prima testimonianza scritta che attesta la presenza dell'abitato è un documento del 1101, che cita la ecclesia Sancti Petri de Rubiario. La stessa chiesa con il campanile viene descritta in alcuni inventari del XVI secolo, mentre nella seconda metà del XVIII l'edificio di culto dovette essere rifatto. Nel 1820 venne ricostruito il nuovo campanile, grazie alla volontà del benefattore Pietro Palmieri.
Durante la seconda guerra mondiale, la parrocchia di Rubbiara divenne una centrale importante della Resistenza emiliana: si stampavano nel solaio documenti falsi e materiale di propaganda antifascista, e si dava rifugio a partigiani e ebrei perseguitati, ebrei ferraresi e modenesi che venivano sistemati nelle campagne circostanti, ma anche ebrei mandati da don Leto Casini e dalla curia fiorentina e prigionieri alleati fuggiti dal vicino campo di detenzione di Modena o sbandati. Arrestato il 16 settembre 1944 per una delazione assieme a don Ennio Tardini, don Beccari fu interrogato ma non confessò mai la sua attività. Rimase sette mesi nel carcere bolognese di San Giovanni in Monte fino alla Liberazione.
Nel 1947 Don Arrigo Beccari iniziò i suoi corsi presso la scuola di avviamento professionale di Rubbiara, da lui ideata. Una prima caratteristica era la volontà specifica di contribuire a migliorare le condizioni generali di vita della popolazione, dedicandosi soprattutto ai ragazzi più poveri e agli orfani di guerra, in linea con la sensibilità iniziata insieme a don Zeno Saltini ancora prima del conflitto mondiale. Una seconda caratteristica era il coinvolgimento delle famiglie nelle attività della scuola, non solo per le necessità materiali, ma anche in aspetti della didattica e delle scelte educative. Infine, la scuola di Rubbiara anticipò linee pedagogiche avanzate: tempo pieno, mensa scolastica, attività complementari, abbinamento dell'insegnamento delle discipline teoriche con il dialogo di confronto e con attività pratiche, quali laboratori di arte, teatro, pittura, ceramica, vetreria, canto, danza e teatro. Dopo avere introdotto a professioni qualificate centinaia di giovani, le attività si chiusero quando anche il Comune di Nonantola, nel movimento di tendenza generale dei comuni rurali, si dotò di una scuola media nei primi anni sessanta.

## Monumenti e luoghi d'interesse

### Architetture religiose
- Chiesa di San Pietro Apostolo; parrocchiale, documentata dal 1101. Venne ricostruita nel 1768-72, con l'aggiunta del campanile nel 1820.[3]